# Бальби, Адриано
Адриа́но Ба́льби (итал. Adriano Balbi; 25 апреля 1782, Венеция — 14 марта 1848, Венеция [по другим сведениям — Падуя]) — итальянский географ.
Один из первых членов Венской Императорской академии наук (1847).

## Биография и труды
Адриано Бальби опубликовал в 1808 году трактат «Политико-географический обзор современного положения в мире» (итал. Prospetto politico-geografico dello stato attuale del globo), после чего был приглашён для преподавания географии в Коллегии Мурано, а с 1811 г. преподавал физику в Лицее в Фермо.
Лишившись своего места в 1815 г. по распоряжению папского правительства, как иностранец, он получил место в Венеции при таможенном управлении.
В 1820 г. Бальби отправился в Португалию, где на протяжении двух лет собирал различные статистические и географические сведения, после чего напечатал в Париже «Статистический очерк Королевства Португалии и Алгарве» (фр. Essai statistique sur le royaume de Portugal et d’Algarve) и «Различные политические и статистические сведения о португальской монархии» (фр. Variétés politiques et statistiques de la monarchie portugaise).
В Париже Бальби жил до 1832 г. и опубликовал два своих наиболее существенных труда — «Этнографический атлас мира, или Классификация древних и современных народов по их языкам» (фр. Atlas ethnographique du globe, ou Classification des peuples anciens et modernes d’après leurs langues; 1826) и «Краткий курс географии» (фр. Abrégé de géographie; 1832), переведённый на множество европейских языков.
Собрание сочинений Бальби в пяти томах (итал. Scritti Geografici; Турин, 1841) было издано его сыном Эудженио Бальби, также географом.